# Anne de Monténégro
Anne de Monténégro (18 août 1874 - 22 avril 1971) est la septième enfant et la sixième fille de Nicolas Ier de Monténégro et de son épouse Milena Vukotić.

## Biographie

### Enfance
Anne est née le 18 août 1873 de Nicolas, prince de Monténégro et de son épouse Milena Vukotić ; son père devient roi de Monténégro le 28 août 1910.
Les sœurs d'Anne se sont mariées à de puissants monarques européens, offrant à leur père, comme Christian IX de Danemark, le titre de « beau-père de l'Europe » ; une source déclare que ces mariages avantageux « ont fait plus pour [le Monténégro] que tous les actes de bravoure de cette nation de guerriers ». Les princesses Zorka, Militza, Anastasia et Hélène ont fait d'importants mariages dans les familles royales de Serbie, de Russie et d'Italie.
Comme toutes ses sœurs, Anne fait ses études en Russie au frais de la famille impériale russe, et chacune reçoit une dot de la famille impériale russe lors de son mariage.

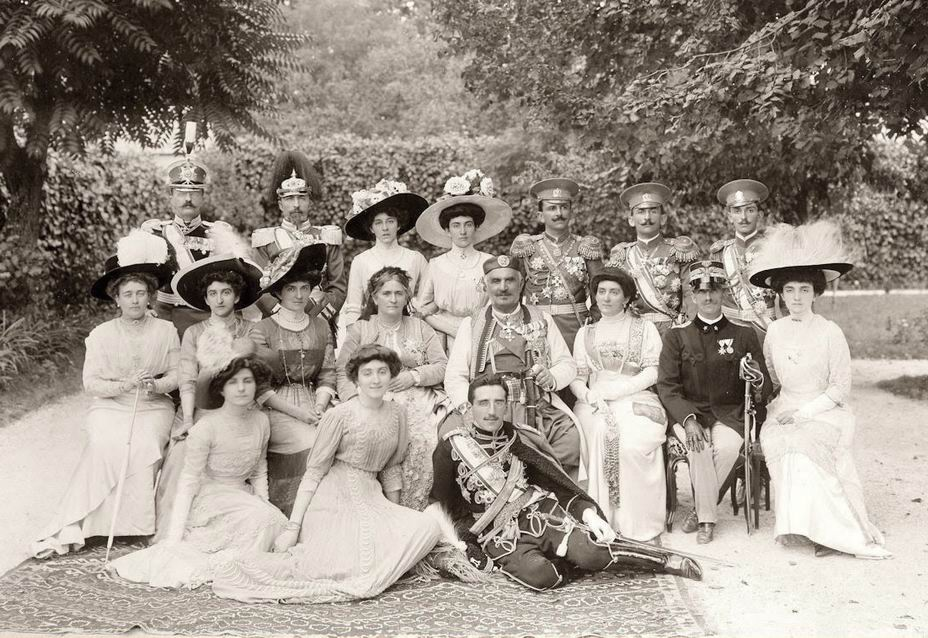
La princesse (deuxième en partant de la gauche au deuxième rang) et sa famille le 28 août 1910 à l'occasion du couronnement de son père.

### Fiançailles et mariage
Anne rencontre le prince François-Joseph de Battenberg, frère du prince Louis de Battenberg, à Cimiez, en France, où le prince est l'invité de la reine Victoria en vacances ; Anne, elle, est en visite chez sa sœur, la princesse Militza de Monténégro et son beau-frère, le grand-duc Pierre Nikolaïevitch de Russie. A La Turbie, un petit groupe composé de la reine Victoria, de la princesse Alice de Battenberg, du prince François-Joseph, de la princesse Anne, et d'autres se promène en voiture un après-midi. Alors que la plupart des membres du groupe partent visiter une chambre noire, Anne et François-Joseph s'éclipsent ; peu de temps après, François-Joseph annonce leur fiançailles.
La maison de Battenberg est le produit d'un mariage morganatique, et, bien que d'un statut moins important que les autres familles royales, la famille a des liens étroits avec le Royaume-Uni, le prince Henri étant marié à la princesse Béatrice du Royaume-Uni, la plus jeune fille de Victoria. Les Battenberg sont bien connus pour leur bonne mine, leur charme et, peut-être plus important encore, leur souplesse politique, ce qui peut les avoir aidés à obtenir des conjoints royaux.
Anne et François-Joseph obtiennent la permission de la reine Victoria et de la cour de Russie pour se marier. Le 18 mai 1897 Anne et François-Joseph se marient lors de deux cérémonies, une orthodoxe et une protestante, à Cetinje au Monténégro,.
François est colonel de cavalerie dans l'armée bulgare, pays dont son frère aîné Alexandre a été le prince souverain jusqu'en 1886. François est très apprécié non seulement par la reine Victoria, mais aussi par Nicolas II de Russie et l'impératrice Alix de Hesse-Darmstadt. Nicolas aurait donné à Anne une dot d'un million de roubles. Ce lien avec la famille impériale russe est en partie lié aux deux sœurs d'Anne, Militza et Anastasia, mariées respectivement au grand-duc Pierre Nikolaïevitch et à Georges Maximilianovich, 6e duc de Leuchtenberg.
Anne est décrite comme « exceptionnellement belle », vive et grande, tandis que François est décrit comme beau, sympathique, grand, et bien éduqué,. L'année de leur mariage, François-Joseph est choisi pour être gouverneur-général de l'île - politiquement turbulente - de Crète, disputée par la Turquie et la Grèce.
Avant la Première Guerre mondiale, Anne et son mari passent beaucoup de temps au Prinz Emils Garten à Darmstadt, mais une fois la guerre déclenchée, le cousin de François-Joseph, Ernest-Louis, grand-duc de Hesse, leur demande de quitter l'Allemagne. Lorsque l'Italie entre en guerre, le couple s'exile et s'installe en Suisse, où François-Joseph poursuit des études universitaires. Le couple n'a jamais été riche, mais leur situation financière devint difficile en août 1916; François-Joseph l'a décrite comme « très mauvaise ».
Tout au long de sa vie, la princesse Anne écrit et publie, de façon anonyme, un grand nombre de compositions musicales qui obtiennent un certain succès commercial. Les royalties sur ces compositions constituent une source de revenus pour le couple. Travaillant sur un opéra en 1899, Anne obtient une longue entrevue au palais royal de Naples avec le célèbre compositeur italien Pietro Mascagni, consulté pour des conseils musicaux. Sa sœur, Hélène de Monténégro avait organisé cette rencontre.

### Mort
François décède le 31 juillet 1924 à Territet en Suisse. Bien qu'elle ne l'ait jamais rencontré, sa nièce Edwina Mountbatten n'avait jamais cessé de lui verser une pension tout au long de sa vie, et continua de le faire pour sa veuve jusqu'à sa propre mort en 1960.
Au sein de la famille royale britannique, à partir de 1917 et de l'éradication des titres allemands, les Battenberg sont connus sous le nom de Mountbatten - tous, sauf le prince François-Joseph et Anne. Anne continue d'utiliser le nom de Battenberg jusqu'à sa mort, à l'inverse de tous les autres membres de la maison royale. 
Anne meurt le 22 avril 1971 à Montreux,en Suisse. Pendant quelques années, elle est la plus âgée des princesses d'Europe en vie.

## Titres, styles, honneurs et armoiries

### Titres et styles
- 18 août 1874 – 18 mai 1897: Son Altesse la princesse Anne Petrović-Njegoš du Monténégro
- 18 mai 1897 – 28 août 1910: Son Altesse la princesse Anne de Battenberg
- 28 août 1910 – 22 avril 1971: Son Altesse Royale la princesse Anne de Battenberg